# Iberghof (Mellingen)

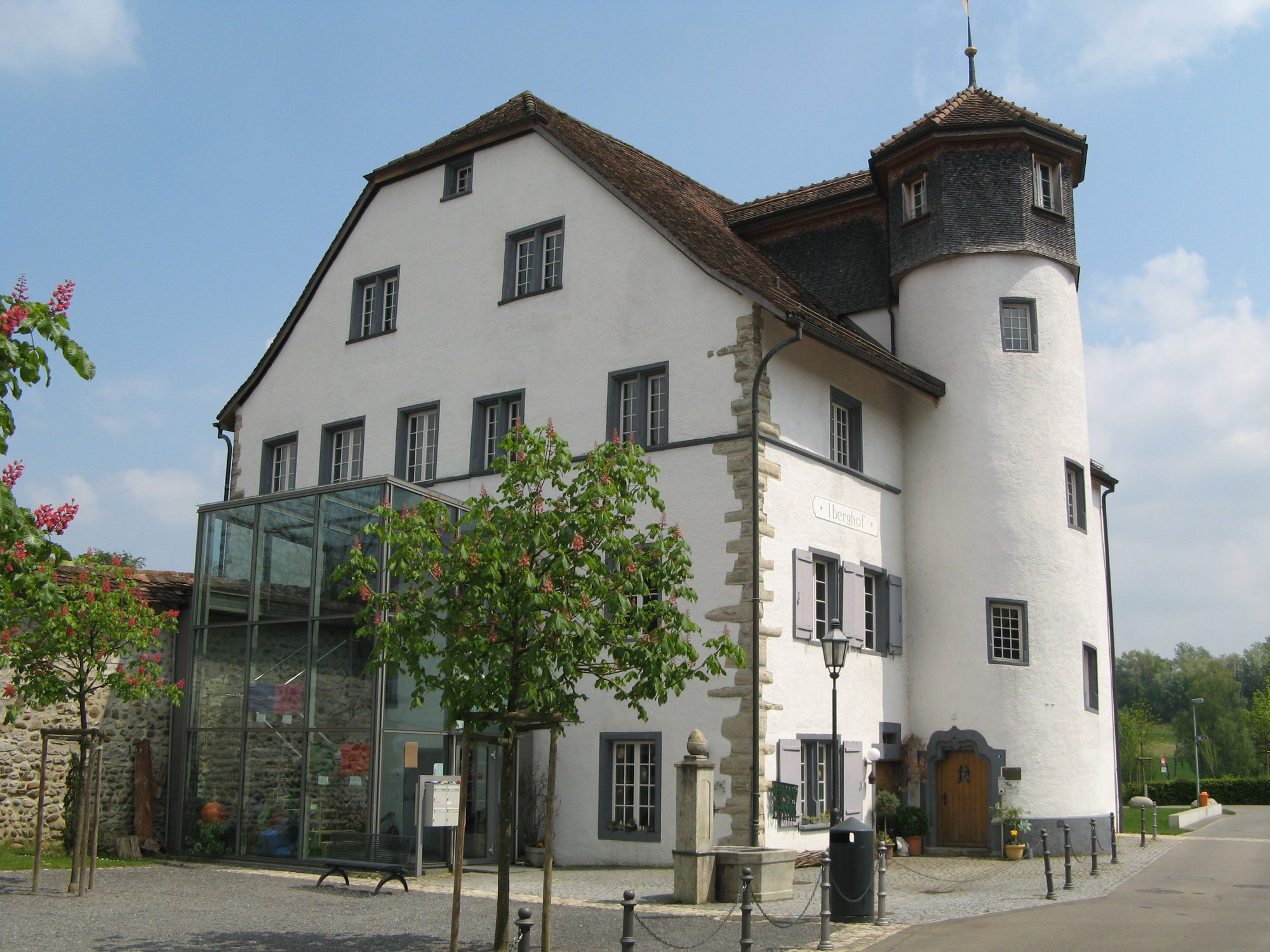
Iberghof

Der Iberghof (auch Ibergerhof genannt) ist ein denkmalgeschütztes, schlossähnliches Gebäude in Mellingen in der Schweiz. Es befindet sich an der südöstlichen Ecke der Altstadt, nahe dem Ufer der Reuss und gegenüber der Stadtkirche.
Der älteste Teil des Iberghofs geht auf das 13. Jahrhundert zurück. Damals war er der Eigenhof der Herren von Iberg, Ministerialen im Dienste der Grafen von Kyburg. Zu Beginn des 14. Jahrhunderts gelangte er in den Besitz der Familie Segesser aus Mellingen. Ab 1591 gehörte er verschiedenen Mitgliedern des Johanniterordens und des Deutschritterordens, bis Jost Ranutius II. Segesser von Brunegg 1731 den Familienbesitz zurückkaufte. Bis zum 18. Jahrhundert schloss der Iberghof die Stadtbefestigung an dessen Südflanke ab. Obwohl die Inhaber nicht dem städtischen Rechtsverband angehörten, waren sie verpflichtet, zur Verteidigung beizutragen. 1779 wurde der Iberghof der Stadt verkauft; er diente zunächst als Wohnsitz des Pfarrers, ab 1856 als Spital, Armenhaus und Altersheim. Seit der umfassenden Renovation in den Jahren 1968/69 ist hier eine Kindertagesstätte eingerichtet.
Sein heutiges spätgotisches Aussehen erhielt der Iberghof um 1570 bis 1580. Das trapezförmige, dreistöckige Gebäude besitzt mächtige Mauern. An der Südwestseite ist ein runder Schneggen (Treppenturm) angebaut, der die Dachtraufe überragt und durch zwei übereinander liegende Korridore mit dem Dachfirst verbunden ist. Das oberste Turmgeschoss aus dem späten 18. Jahrhundert ist polygonal ausgeführt und besitzt ein niedriges Zeltdach. Der Schulterbogen des Turmzugangs ist mit dem Wappen der Segesser und dem Steinmetzzeichen des Bildhauers Anton Wyg aus Brugg verziert. Ein kurzer Überrest der Stadtmauer führt vom Iberghof zur Stadtkirche.